# Heterocerus subtilis
Heterocerus subtilis is een keversoort uit de familie oevergraafkevers (Heteroceridae). De wetenschappelijke naam van de soort is voor het eerst geldig gepubliceerd in 1988 door W. V. Miller.